# Denver Nuggets 1999-2000
La stagione 1999-2000 dei Denver Nuggets fu la 24ª nella NBA per la franchigia.
I Denver Nuggets arrivarono quinti nella Midwest Division della Western Conference con un record di 35-47, non qualificandosi per i play-off.

## Roster
| N°    | Naz.                   | Ruolo | Sportivo          | Anno | Alt. | Peso |
| ----- | ---------------------- | ----- | ----------------- | ---- | ---- | ---- |
| 4     | Stati Uniti (bandiera) | G     | Chauncey Billups  | 1976 | 191  | 92   |
| 5     | Stati Uniti (bandiera) | GA    | Ron Mercer        | 1976 | 201  | 95   |
| 7     | Stati Uniti (bandiera) | G     | Cory Alexander    | 1973 | 185  | 84   |
| 8     | Stati Uniti (bandiera) | G     | Chris Herren      | 1975 | 188  | 89   |
| 9     | Francia (bandiera)     | A     | Tariq Abdul-Wahad | 1974 | 198  | 101  |
| 13-15 | Stati Uniti (bandiera) | A     | Keon Clark        | 1975 | 211  | 100  |
| 17    | Stati Uniti (bandiera) | A     | Johnny Taylor     | 1974 | 206  | 100  |
| 21    | Stati Uniti (bandiera) | GA    | George McCloud    | 1967 | 198  | 93   |
| 23    | Stati Uniti (bandiera) | G     | Bryant Stith      | 1970 | 196  | 94   |
| 24    | Stati Uniti (bandiera) | AC    | Antonio McDyess   | 1974 | 206  | 100  |
| 25    | Stati Uniti (bandiera) | A     | Roy Rogers        | 1973 | 208  | 107  |
| 31    | Stati Uniti (bandiera) | G     | Nick Van Exel     | 1971 | 185  | 77   |
| 32    | Stati Uniti (bandiera) | AC    | Chris Gatling     | 1967 | 208  | 100  |
| 41    | Stati Uniti (bandiera) | GA    | James Posey       | 1977 | 203  | 98   |
| 42    | Stati Uniti (bandiera) | A     | Ryan Bowen        | 1975 | 201  | 98   |
| 45    | Stati Uniti (bandiera) | AC    | Raef LaFrentz     | 1976 | 211  | 109  |
| 54    | Stati Uniti (bandiera) | A     | Popeye Jones      | 1970 | 203  | 113  |

## Staff tecnico
- Allenatore: Dan Issel
- Vice-allenatori: John Lucas, Mike Evans, Louie Dampier, Kim Hughes